# 最佳導演獎 (傳藝金曲獎)
傳藝金曲獎最佳導演獎是由國立傳統藝術中心在臺灣舉辦的現行頒發獎項。

## 歷屆得獎暨入圍名單
|  | 獲獎者 |

### 最佳導演獎（第32屆～至今）
| 年份 （屆次）                            | 入圍作品                                                       |
| ---------------------------------------- | -------------------------------------------------------------- |
| 2021 （第32屆）                          | 戴君芳 《光華之君》                                            |
| 2021 （第32屆）                          | 王友輝、劉冠良／《昭君．丹青怨》                               |
| 2021 （第32屆）                          | 王榮裕／《雨中戲臺》                                           |
| 2021 （第32屆）                          | 伍姍姍／《杜子春》                                             |
| 2021 （第32屆）                          | 鄭嘉音／《My Puppet My Life轉身遇見我自己》                    |
| 2022 （第33屆）                          | 曹復永 《左伯桃》                                              |
| 2022 （第33屆）                          | 李小平、殷青群／《〈船愛〉主燈，是一場戲。虛實光影歌仔音樂劇》 |
| 2022 （第33屆）                          | 李易修／《當時月有淚》                                         |
| 2022 （第33屆）                          | 柯世宏／《掰》                                                 |
| 2022 （第33屆）                          | 薛美華／《王爺飯》                                             |
| 2023 （第34屆）                          | 伍姍姍 《水鬼請戲》                                            |
| 2023 （第34屆）                          | 李易修／《金銀鐲》                                             |
| 2023 （第34屆）                          | 陳昶旭／《戲頭》                                               |
| 2023 （第34屆）                          | 樊宗錡／《步月．火燒》                                         |
| 2023 （第34屆）                          | 戴君芳／《冥遊記─帝王之宴》                                    |
| 2024 （第35屆）                          | 宋厚寬 《國姓之鬼》                                            |
| 2024 （第35屆）                          | 王友輝、劉冠良／《鳳凰變》                                     |
| 2024 （第35屆）                          | 王世偉、柯世宏／《壵》                                         |
| 2024 （第35屆）                          | 伍姍姍／《得時の夢》                                           |
| 2024 （第35屆）                          | 高俊耀／《感謝公主》                                           |
| 2024 （第35屆）                          | 戴君芳／《臥龍：永遠的彼日》                                   |
| 2025 （第36屆）                          |                                                                |
| 戴君芳／《孟婆客棧：冥星雙飛俠》         |                                                                |
| 伍姍姍／《五行金沙誅仙陣》               |                                                                |
| 徐堰鈴／《相看儼然》                     |                                                                |
| 楊輝／《鄒之春神》                       |                                                                |
| 戴君芳／《青姬》                         |                                                                |
| 葉志偉／《豆花公劇場版──拍斷手骨顛倒勇》 |                                                                |

## 外部連結
- 國立傳統藝術中心 （页面存档备份，存于）
- 第35屆傳藝金曲獎 （页面存档备份，存于）
- 傳藝金曲獎的Facebook專頁